# Nobuharu Asahara
Nobuharu Asahara (jap. 朝原宣治 Asahara Nobuharu) (ur. 21 czerwca 1972 w Kobe) – japoński lekkoatleta, sprinter, brązowy medalista igrzysk olimpijskich z Pekinu w sztafecie 4 x 100 m. W swej karierze startował także na igrzyskach w Atlancie, Sydney i Atenach.

## Sukcesy
| Rok  | Zawody               | Miasto | Miejsce | Konkurencja | Czas       |
| ---- | -------------------- | ------ | ------- | ----------- | ---------- |
| 2008 | Igrzyska olimpijskie | Pekin  |         | 4x100 m     | 38,15 sek. |

## Rekordy życiowe
- 100 m - 10,02 (2001)
- 200 m - 20,39 (1997)
- skok w dal - 8.13 (1993)